# Grigore Șoitu
Grigore Șoitu (n. 29 decembrie 1971, Constanța) este un poet român.

## Biografie
S-a născut la Constanța. Este Licențiat în Științe Juridice și Administrative, 1999 .
A debutat publicistic în Revista Vatra în 1994, iar în volum doi ani mai târziu, cu Anticulinare. În 1993, împreună cu poeții Sorin Dinco, Mircea Țuglea, Ileana Bâja, Mugur Grosu înființează la Universitatea Ovidius din Constanța Cenaclul de Marți , coordonat de criticul literar Marin Mincu, pe care-l va frecventa până în anul 1998.
În anul 2002, în colaborare cu Asociația Arte & Litere ASALT din Constanța, a realizat integral numărul 7/2002 al Revistei Vatra din Târgu Mureș România virtuală, prin transpunerea celor mai importante reviste culturale online în print .
Din 2014 este editorialist al publicației onlinei „Agenția de Carte” .
În anul 2016 a fost exclus din Uniunea Scriitorilor din România împreună cu poetul Dan Mircea Cipariu, pentru un articol critic la adresa președintelui U.S.R., Nicolae Manolescu, fiind mai multe luări de poziție în spațiul public despre acest subiect, dintre care o amintim pe cea a organizației pentru apărarea drepturilor omului, ActiveWatch: " Raportul nr. 1 din 23 februarie 2016 al Comisiei de Monitorizare, Suspendare și Excludere din USR a propus excluderea din componența USR a scriitorilor Dan Mircea Cipariu și Grigore Șoitu, membri ai Grupului pentru Reforma Uniunii Scriitorilor din România (grusr.org), pe motiv că demersurile lor publice — articole publicate, acțiuni intentate în instanță — ‘au cauzat prejudicii materiale, morale și de imagine grave U.S.R. și membrilor acesteia’. Cei doi scriitori au prezentat în mai multe rânduri faptele pe care au afirmat că se întemeiază criticile și acțiunile lor publice la adresa USR și au acuzat public lipsa unui dialog în urma căruia să se realizeze o reformă a instituției USR[...] În plus, Raportul Comisiei de Monitorizare, Suspendare și Excludere menționează un articol critic al lui Grigore Șoitu la adresa activității de critic literar a lui Nicolae Manolescu ca un exemplu de atac la adresa USR, echivalând protejarea imaginii instituției cu protejarea intereselor și a imaginii conducerii actuale.." După excludere poetul a fost dat în judecată de conducerea Uniunii Scriitorilor, fiind învinuit c-ar fi încercat să înființeze o altă uniune.
A participat la mai multe proiecte naționale și europene de lecturi publice, cum ar fi "Noaptea Cărților Deschise", "Maratonul de poezie și Jazz"  din cadrul "Nopții muzeelor" sau Festivalul Internațional de Poezie București .
În anul 2018 a înființat Asociația "Liga Literară din România", alături de scriitorii Claudiu Komartin, Mugur Grosu, Paul Vinicius, Octavian Soviany, Valeriu Mircea Popa, Ioan Vieru (poet) și Radu Aldulescu, o organizație care-și propune "să aducă un dram de normalitate în raporturile dintre actorii lumii literare, editoriale și publicistice". În decembrie 2018 a lansat prin Asociația L.L.R. proiectul de lecturi publice intitulat  "ReSet, festival de poezie subversivă", în aula Bibliotecii Naționale a României, moderând în 2019 a doua ediție împreună cu poetul Cosmin Perța . 
Poeziile sale au fost selectate în diverse antologii, dintre care amintim "Poezia română actuală" de Marin Mincu, Editura Pontica, 1998 și "Salonul ludicilor", Editura Tracus Arte, 2014 .
De-a lungul timpului a publicat în revistele „Vatra”, „Tomis”, „Poesis”, „Suplimentul de Marți până luni al ziarului Observator de Constanța”, „Agenția de Carte” și altele.

## Opera

### Poezie
- Anticulinare, Editura Arhipelag, 1996.
- Addenda, Editura Dacia, 2002, republicată în format electronic de Adrian Rezuș în colecția ÉQUIVALENCES, în 2004[18].
- Spam, Editura Brumar, 2007[19].
- Poeme de stânga, Editura Casa de pariuri Literare, 2011 [20].
- Melcoveste, o poveste și nu prea, poezie pentru copii ilustrată de Manuela Șoitu, Editura Tracus Arte, 2015, 2016 [21].
- După amiaza unui câine, Editura Paralela 45, 2018[22].
- o lungă scrisoare pentru un coming out, editura frACTalia, 2022, colecția Pansophie[23].

### Antologii editate și îngrijite
- Poemarți, o antologie marțolie, Editura Tracus Arte, 2014[24][25].

### Proză
- Povestea dragonului și a stăpânului celor o sută una de maimuțe, roman fantasy, Editura Hyperliteratura, 2021 [26].

## Premii
- Premiul POESIS pentru debut pe anul 1996, pentru volumul Anticulinare, în cadrul frontierei Poesis Satu-Mare.
- Nominalizare la „Premiul ASPRO pentru experiment” pentru volumul Addenda (București, 2002).
- Nominalizare la „Premiul Avangarda22” pentru volumul Spam (Bacău, 2007).